# Kabangara
Kabangara är ett periodiskt vattendrag i Burundi.   Det ligger i provinsen Muramvya, i den centrala delen av landet, 40 kilometer öster om huvudstaden Bujumbura.
Omgivningarna runt Kabangara är en mosaik av jordbruksmark och naturlig växtlighet. Runt Kabangara är det tätbefolkat, med 331 invånare per kvadratkilometer.